# Франшлен
Франшлен (фр. Francheleins) је насељено место у Француској у региону Рона-Алпи, у департману Ен (Рона-Алпи).
По подацима из 2011. године у општини је живело 1370 становника, а густина насељености је износила 101,03 становника/km².

## Демографија
| 1962. | 1968. | 1975. | 1982. | 1990. | 2011. |
| ----- | ----- | ----- | ----- | ----- | ----- |
| 398   | 355   | 415   | 572   | 826   | 1.370 |